# Těškov
Těškov (en allemand : Teschkau) est une commune du district de Rokycany, dans la région de Plzeň, en République tchèque. Sa population s'élevait à 316 habitants en 2021.

## Géographie
Svojkovice se trouve à 11 km au nord-est de Rokycany, à 25 km à l'est-nord-est de Plzeň et à 62 km au sud-ouest de Prague.
La commune est limitée par Přívětice et Lhota pod Radčem au nord, par Sirá à l'est, par Mýto et Holoubkov au sud, et Volduchy et Osek à l'ouest.

## Histoire
La première mention écrite du village date de 1343.

## Transports
Par la route, Těškov se trouve à 4 km de Mýto, à 13 km de Rokycany, à 29 km de Plzeň et à 70 km de Prague. 